# Godačica
Godačica (cirill betűkkel Годачица) település Szerbiában, a Raškai körzet Kraljevoi községében.

## Népesség
- 1948-ban 1 631 lakosa volt.
- 1953-ban 1 685 lakosa volt.
- 1961-ben 1 624 lakosa volt.
- 1971-ben 1 474 lakosa volt.
- 1981-ben 1 340 lakosa volt.
- 1991-ben 1 228 lakosa volt.
- 2002-ben 1 066 lakosa volt, akik közül 1 064 szerb (99,81%) és 2 ismeretlen.